# Le Mesnil-Drey
Le Mesnil-Drey est une ancienne commune française du département de la Manche et la région Normandie, associée à Folligny depuis le 1er janvier 1973.

## Toponymie
Le nom de la localité est attesté sous les formes Mesnil Di agonis au XIIe siècle, Mesnil Droconis vers 1210, Mesnilleio Droeu en 1245, Mesnil Drieu en 1349.
L'appellatif toponymique repose sur l’ancien français maisnil « habitation avec pièce de terre, demeure, maison, manoir », et parfois « métairie », issu du bas-latin mansionile, dérivé neutre en -ile du latin mansio « résidence ».

## Histoire
Robert du Homme, seigneur du Menil Dray, dont la mort, au combat vers 1580, fut célébré par un sonnet et un chant funèbre de Jean de Vitel, poète de l'Avranchin, proche de Ronsard.
Le Mesnil-Drey eut pour seigneur Jean-Eustache Le Mercier de Cantilly (v. 1650-1733), également seigneur de Granville, de Saint-Ursin et de Saint-Léger et son épouse Françoise de Saint-Ouen (1661-1739), décédés sans postérité au manoir de la Sanguinière et qui furent inhumés dans l'église de Saint-Ursin.

## Administration
| Période                                                                             | Période | Identité                        | Étiquette | Qualité         |
| ----------------------------------------------------------------------------------- | ------- | ------------------------------- | --------- | --------------- |
| …1793                                                                               | 1794…   | Jean Thomas Ligot               |           |                 |
| 1794                                                                                | 1795    | François Porée                  |           | Officier public |
| …1795                                                                               | 1816    | Jean Genvresse-Lafosse          |           |                 |
| 1816                                                                                | 1831    | Charles François Bouillon       |           |                 |
| 1831                                                                                | 1835    | Jean-Baptiste Genvresse-Lafosse |           |                 |
| 1835                                                                                | 1872    | Jean-François Genvresse         |           |                 |
| 1872                                                                                | 1884    | Albert Dulin                    |           |                 |
| 1884                                                                                | 1902    | Alphonse Genvresse              |           |                 |
| 1902                                                                                | 1919    | Louis Genvresse                 |           |                 |
| 1919                                                                                | 1923    | Auguste Leroux                  |           |                 |
| 1923                                                                                | 1964    | Paul Lebreton                   |           |                 |
| 1964                                                                                | 1973    | Jules Briault                   |           |                 |
| Une partie des données est issue d'une liste établie par Jean Pouëssel et la mairie |         |                                 |           |                 |

| Période | Période  | Identité                | Étiquette | Qualité                     |
| ------- | -------- | ----------------------- | --------- | --------------------------- |
| 1973    | 1989     | Jules Briault           |           | Ancien maire du Mesnil-Drey |
| 1989    | 1995     | Martine Delabrousse     |           |                             |
| 1995    | 2001     | Pierre Eudes            |           |                             |
| 2001    | 2010     | Denis Allain            |           |                             |
| 2010    | 2014     | Marie-Thérèse Le Hénaff |           |                             |
| 2014    | En cours | Michèle Lainé           |           | Commerçante retraitée       |

## Démographie
| 1793 | 1800 | 1806 | 1821 | 1831 | 1836 | 1841 |
| ---- | ---- | ---- | ---- | ---- | ---- | ---- |
| 363  | 324  | 348  | 417  | 406  | 400  | 430  |

| 1846 | 1851 | 1856 | 1861 | 1866 | 1872 | 1876 |
| ---- | ---- | ---- | ---- | ---- | ---- | ---- |
| 415  | 407  | 420  | 408  | 380  | 352  | 371  |

| 1881 | 1886 | 1891 | 1896 | 1901 | 1906 | 1911 |
| ---- | ---- | ---- | ---- | ---- | ---- | ---- |
| 407  | 325  | 282  | 252  | 261  | 256  | 261  |

| 1921 | 1926 | 1931 | 1936 | 1946 | 1954 | 1962 |
| ---- | ---- | ---- | ---- | ---- | ---- | ---- |
| 198  | 234  | 226  | 220  | 240  | 220  | 199  |

| 1968 | 1975 | 1982 | 1990 | 1999 | 2008 | 2013 |
| ---- | ---- | ---- | ---- | ---- | ---- | ---- |
| 184  | …    | …    | …    | …    | 195  | 212  |

| 2018 | 2022 | - | - | - | - | - |
| ---- | ---- | - | - | - | - | - |
| 226  | 244  | - | - | - | - | - |

## Lieux et monuments
- Église Notre-Dame-de-l'Annonciation (XVIIe siècle). Elle abrite un retable (XVIIe), les statues (XVe) de saint Antoine, ermite ou saint Ortaire, Vierge à l'Enfant (XIVe), saint Jean l'Évangéliste (XVIe)[2]
- Croix de cimetière et dalles funéraires médiévales.
- Châtaignier sur la route de la Haye-Pesnel, classé Arbre remarquable. Il mesure 6,65 m de circonférence à 1,30 m et est haut de 22 m.